# Annalisa Cochrane
Pour les articles homonymes, voir Cochrane.
Annalisa Cochrane, née le 21 juin 1996 à Gig Harbor (Washington), est une actrice américaine. Elle est notamment connue pour ses rôles dans les séries télévisées Cobra Kai (2018), Les Feux de l'amour (2017) et Qui ment ? (2021).

## Biographie
Annalisa Cochrane est originaire de Gig Harbor dans l'État de Washington. Elle a vécu dix ans à Pune en Inde avec sa famille, avant de revenir s'installer aux États-Unis dans la région de Seattle. Elle a étudié à l'université Loyola Marymount, où elle a obtenu un diplôme en communication et études des médias.

## Filmographie

### Cinéma
- 2015 : Flirt avec le danger : Kaley
- 2016 : Emma's Chance : l'autre fille
- 2019 : Confessional : Raquel
- 2019 : Apparition : Skyler

### Télévision
- 2015 : Baby Daddy : Emma à 17 ans
- 2015 : Flhaunt
- 2016 : Modern Family : Melanie
- 2016 : Le tueur de la nuit (téléfilm) : Mary
- 2016 : Major Crimes : Madeline Kimball
- 2016 : Frankie et Paige : Dare-Me-Girl
- 2017 : Henry Danger : Noelle
- 2017 : Philadelphia : la fille de Mike
- 2017 : Famous in Love : une fille sexy
- 2017 : Des jours et des vies : Alyssa
- 2017 : Les Feux de l'amour : Zoey (12 épisodes)
- 2017 : Brown Girls : Emily
- 2018 : Broken Visions : Molly (4 épisodes)
- 2018 : Heathers : Shelby Dunnstock (8 épisodes)
- 2018 : NCIS : Los Angeles : Emily Conway
- 2018 : Kappa Crypto : Rebecca (8 épisodes)
- 2018-2021 : Cobra Kai : Yasmine (11 épisodes)
- 2019 : Weird City : Colleen
- 2019 : Into the Dark : Kellyann
- 2021 : Queen Sugar : Courtney[réf. nécessaire]
- 2021 : Qui ment ? (One of Us Is Lying): Addy Prentiss (8 épisodes)
- 2022 : Good doctor : Kayla Quinn (saison 5 épisode 13)
- 2025 : Tracker : Riley Adams (saison 2, épisode 18)